# Sarayburnu
Sarayburnu (turc: Sarayburnu, ce qui signifie « Pointe du Palais ») parfois appelé « Pointe du Sérail », est un promontoire séparant la Corne d'Or de la Mer de Marmara à Istanbul, en Turquie. 
Sa zone géographique englobe le célèbre palais de Topkapı et le Parc Gülhane. 
Sarayburnu est inclus dans les zones historiques d'Istanbul, ajoutés à la Liste du patrimoine mondial de l'UNESCO en 1985.

## Historique

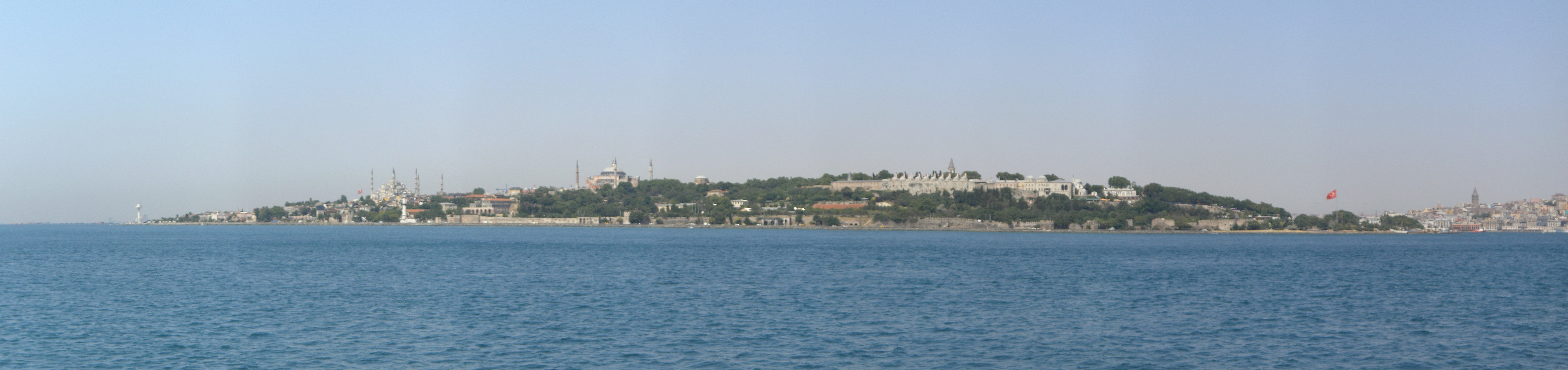
De gauche à droite: La Mosquée Sultan Ahmed, Sainte-Sophie, Sarayburnu constitué du Palais de Topkapı et des murailles de Constantinople, et la Tour de Galata au loin à droite, au travers de la Corne d'Or.

Actuellement à Istanbul, les plus vieux vestiges archéologiques se trouvent sur la rive anatolienne, tels que le monticule Fikirtepe qui date de la période chalcolithique (âge du cuivre), avec des artefacts datant de 5500-3500 av. J.-C.. 
Dans les environs de Kadiköy (ancienne Chalcédoine), un grand port datant des Phéniciens (qui est antérieur à la colonisation mégarienne) a été découvert.
La première colonie à Sarayburnu, nommée Lygos (grec: Λυγγος), a été fondée par des tribus thraces entre le XIIIe et le XIe siècle av. J.-C., ainsi que sa voisine Semistra, selon Pline l'Ancien. Seuls quelques murs et infrastructures datant de Lygos ont survécu à ce jour, près de l'endroit où le célèbre palais de Topkapi se présente actuellement. 
En 685 av. J.-C. les Mégariens ont fondé Chalcédoine (aujourd'hui Kadiköy) sur la rive anatolienne, du Bosphore. En 667 av. J.-C. des colons grecs de Mégare (près d'Athènes), sous le commandement du roi Byzas, ont fondé Byzance au Sarayburnu ; l'acropole de la cité se dressait à l'emplacement actuel du palais de Topkapi.
Dans l'antiquité il y avait deux ports naturels dans la zone proche de Sarayburnu à l'emplacement des quartiers actuels de Sirkeci et Eminönü (les ports de Prosphorion et Neorion, creusé dans le littoral de la Corne d'Or). En raison de cette formation, la situation de péninsule de Sarayburnu était plus marquée qu'elle ne l'est aujourd'hui. 
Plus tard, la région a été le point de convergence pour les murs de la Corne d'Or et la mer de Marmara. 
Lors de la construction de chemins de fer dans la période tardive ottomane en 1871, les murs de la ville de la région de Sarayburnu ont été partiellement démolis, mais ils sont encore intacts dans certaines zones - en particulier à proximité du palais de Topkapi qui a été construit au XVe siècle par les sultans ottomans . 
Le notable Parc Gülhane est situé juste à côté du palais.